# 正二品松
正二品松（、朝: 정이품송）は忠清北道報恩郡にあるマツで、1962年12月3日に天然記念物103号に指定されている。1464年、世祖が法住寺に行く際、マツの枝が垂れていたのを、マツが勝手に枝を上げて通り過ぎることができるようにしたと言われている。後に世祖王が木に正二品の官位を上げたので正二品松と言われている。